# Мелвин Калвин
 Мелвин Елис Калвин (на английски: Melvin Ellis Calvin; 8 април 1911 – 8 януари 1997) е американски химик, известен с откриването на цикъла на Калвин, заедно с Андрю Бенсон и Джеймс Бесшам, за което му е присъдена Нобелова награда за химия през 1961 г. Прекарва по-голяма част от петдесетилетната си кариера в Калифорнийския университет в Бъркли.

## Биография
Калвин е роден в Сейнт Пол, Минесота, син на руски еврейски имигранти. Неговият баща, Елиас Калвин, е роден в на Царска Литва, а майка му, Роза Хервиц, в Царска Грузия. Докато е малко дете, семейството се мести в Детройт. Завършва Central High School на Детройт през 1928 г. Получава бакалавърската си степен в Колежа по минно дело и технологии в Мичиган (сега известен като Мичиганския технологичен университет) през 1931 г. и докторска степен по химия от Университета на Минесота през 1935 година. След това прекарва следващите четири години, правейки постдокторска работа в Университета в Манчестър. Жени се за Женевиев Йемтегард през 1942 г. Имат три деца – две дъщери и един син.

## Научна дейност
Калвин ръководи химическия факултет в Университета на Калифорния в Бъркли от 1937 г., а през 1947 година става професор по химия. Използвайки изотоп въглерод-14 като маркер, Калвин, Андрю Бенсън и Джеймс Бесшам, картират пълния маршрут на въглерода в растението. Установяват, че по време на фотосинтезата той „пътува“, като се започне от абсорбция на въглероден диоксид от атмосферата до преобразуването му в въглехидрати и други органични съединения. По този начин Калвин, Бенсън и Бесшам показват, че слънчевата светлина действа на хлорофила като гориво за производството на органични съединения. Калвин е единственият получател на Нобеловата награда за химия през 1961 г. за откриването на цикъла, известен като цикъл на Калвин Бенсън-Бесшам.
През 1963 г. получава титла професор по молекулярна биология. Той е основател и директор на Лабораторията на химична биодинамика и едновременно асоцииран директор на Радиационната лаборатория в Бъркли, където провежда голяма част от изследванията си до пенсионирането си през 1980 година. В последните си години на активна изследователска дейност той изучава маслодайните растения като възобновяем източник на енергия. Той също прекарва много години в тестване на химическата еволюцията на живота и пише книга по темата, която е публикувана през 1969 г.

## Публикации
- Calvin, M. and A. A. Benson.„The Path of Carbon in Photosynthesis“, Ernest Orlando Lawrence Berkeley National Laboratory, University of California Radiation Laboratory-Berkeley, United States Department of Energy (through predecessor agency the Atomic Energy Commission), (8 март 1948).
- Stepka, W., Benson, A. A., and M. Calvin. „The Path of Carbon in Photosynthesis II. Amino Acids“, Ernest Orlando Lawrence Berkeley National Laboratory, University of California Radiation Laboratory-Berkeley, United States Department of Energy (through predecessor agency the United States Atomic Energy Commission), (25 май 1948).
- Benson, A. A. and M. Calvin. „Path of Carbon in Photosynthesis III“, Ernest Orlando Lawrence Berkeley National Laboratory, University of California Radiation Laboratory-Berkeley, United States Department of Energy (through predecessor agency the United States Atomic Energy Commission), (1 юни 1948).
- Calvin, M. and A. A. Benson „The Path of Carbon in Photosynthesis IV. The Identity and Sequence of the Intermediates in Sucrose Synthesis“, Ernest Orlando Lawrence Berkeley National Laboratory, University of California Radiation Laboratory-Berkeley, United States Department of Energy (through predecessor agency the United States Atomic Energy Commission), (14 декември 1948).
- Benson, A. A., Bassham, J. A., Calvin, M., Goodale, T. C., Haas, V. A. and W. Stepka. „The Path of Carbon in Photosynthesis V. Paper Chromatography and Radioautography of the Products“, Ernest Orlando Lawrence Berkeley National Laboratory, University of California Radiation Laboratory-Berkeley, United States Department of Energy (through predecessor agency the United States Atomic Energy Commission), (13 юни 1949).
- Calvin, M. „The Path of Carbon in Photosynthesis VI“, Ernest Orlando Lawrence Berkeley National Laboratory, University of California Radiation Laboratory-Berkeley, United States Department of Energy (through predecessor agency the United States Atomic Energy Commission), (30 юни 1949).
- Benson, A. A. and M. Calvin. „The Path of Carbon in Photosynthesis VII. Respiration and Photosynthesis“, Ernest Orlando Lawrence Berkeley National Laboratory, University of California Radiation Laboratory-Berkeley, United States Department of Energy (through predecessor agency the United States Atomic Energy Commission), (21 юли 1949).
- Bassham, J. A., Benson, A. A. and M. Calvin. „The Path of Carbon in Photosynthesis VIII. The Role of Malic Acid“, Ernest Orlando Lawrence Berkeley National Laboratory, University of California Radiation Laboratory-Berkeley, United States Department of Energy (through predecessor agency the United States Atomic Energy Commission), (25 януари 1950).
- Badin, E. J.and M. Calvin. „The Path of Carbon in Photosynthesis IX. Photosynthesis, Photoreduction, and the Hydrogen-Oxygen-Carbon Dioxide Dark Reaction“, Ernest Orlando Lawrence Berkeley National Laboratory, University of California Radiation Laboratory-Berkeley, United States Department of Energy (through predecessor agency the United States Atomic Energy Commission), (1 февруари 1950).
- Calvin, M., Bassham, J. A., Benson, A. A., Lynch, V., Ouellet, C., Schou, L., Stepka, W. and N. E. Tolbert. „The Path of Carbon in Photosynthesis X. Carbon Dioxide Assimilation in Plants“, Ernest Orlando Lawrence Berkeley National Laboratory, University of California Radiation Laboratory-Berkeley, United States Department of Energy (through predecessor agency the United States Atomic Energy Commission), (1 април 1950).
- Schou, L., Benson, A. A., Bassham, J. A. and M. Calvin. „The Path of Carbon in Photosynthesis XI. The Role of Glycolic Acid“, Ernest Orlando Lawrence Berkeley National Laboratory, University of California Radiation Laboratory-Berkeley, United States Department of Energy (through predecessor agency the United States Atomic Energy Commission), (11 септември 1950).
- Calvin, M., Bassham, J. A., Benson, A. A., Kawaguchi, S., Lynch, V. H., Stepka, W. and N. E. Tolbert. „	The Path of Carbon in Photosynthesis XIV“, Ernest Orlando Lawrence Berkeley National Laboratory, University of California Radiation Laboratory-Berkeley, United States Department of Energy (through predecessor agency the United States Atomic Energy Commission), (30 юни 1951).
- Benson, A. A., Bassham, J. A., Calvin, M., Hall, A. G., Hirsch, H., Kawaguchi, S., Lynch, V. and N. E. Tolbert. „The Path of Carbon in Photosynthesis XV. Ribulose and Sedoheptulose“, Ernest Orlando Lawrence Berkeley National Laboratory, University of California Radiation Laboratory-Berkeley, United States Department of Energy (through predecessor agency the United States Atomic Energy Commission), (January 1952).
- Benson, A. A., Kawaguchi, S., Hayes, P. and M. Calvin. „The Path of Carbon in Photosynthesis XVI. Kinetic Relationships of the Intermediates in Steady State Photosynthesis“, Ernest Orlando Lawrence Berkeley National Laboratory, University of California Radiation Laboratory-Berkeley, United States Department of Energy (through predecessor agency the United States Atomic Energy Commission), (5 юни 1952).
- Buchanan, J. G., Bassham, J. A., Benson, A. A., Bradley, D. F., Calvin, M., Daus, L. L., Goodman, M., Hayes, P. M., Lynch, V. H., Norris, L. T. and A. T. Wilson. „The Path of Carbon in Photosynthesis XVII. Phosphorus Compounds as Intermediates in Photosynthesis“, Ernest Orlando Lawrence Berkeley National Laboratory, University of California Radiation Laboratory-Berkeley, United States Department of Energy (through predecessor agency the United States Atomic Energy Commission), (8 юли 1952).
- Buchanan, J. G., Lynch, V. H., Benson, A. A., Calvin, M. and D. F. Bradley. „The Path of Carbon in Photosynthesis XVIII. The Identification of Nucleotide Coenzymes“, Ernest Orlando Lawrence Berkeley National Laboratory, University of California Radiation Laboratory-Berkeley, United States Department of Energy (through predecessor agency the United States Atomic Energy Commission), (19 януари 1953).
- Calvin, M. and P. Massini. „The Path of Carbon in Photosynthesis XX. The Steady State“, Ernest Orlando Lawrence Berkeley National Laboratory, University of California Radiation Laboratory-Berkeley, United States Department of Energy (through predecessor agency the United States Atomic Energy Commission), (September 1952).
- Calvin, M. „Photosynthesis: The Path of Carbon in Photosynthesis and the Primary Quantum Conversion Act of Photosynthesis“, Ernest Orlando Lawrence Berkeley National Laboratory, University of California Radiation Laboratory-Berkeley, United States Department of Energy (through predecessor agency the United States Atomic Energy Commission), (22 ноември 1952).
- Bassham, J. A., Benson, A. A., Kay, L. D. Harris, A. Z., Wilson, A. T. and Calvin, M. „The Path of Carbon in Photosynthesis XXI. The Cyclic Regeneration of Carbon Dioxide Acceptor“, Ernest Orlando Lawrence Berkeley National Laboratory, University of California Radiation Laboratory-Berkeley, United States Department of Energy (through predecessor agency the United States Atomic Energy Commission), (1 октомври 1953).
- Bassham, J. A. and M. Calvin. „The Path of Carbon in Photosynthesis“, Ernest Orlando Lawrence Berkeley National Laboratory, University of California Lawrence Radiation Laboratory-Berkeley, United States Department of Energy (through predecessor agency the United States Atomic Energy Commission), (October 1960).
- Calvin, M. „The Path of Carbon in Photosynthesis (Nobel Prize Lecture)“, Ernest Orlando Lawrence Berkeley National Laboratory, University of California Radiation Laboratory-Berkeley, United States Department of Energy (through predecessor agency the United States Atomic Energy Commission), (11 декември 1961).